# モハマド・ファウジ・ナン
モハマド・ファウジ・ナン（マレー語: Mohd Fauzi Nan、1980年1月20日 - ）は、マレーシアの元サッカー選手。元マレーシア代表。ポジションはDF。

## クラブ歴
ケダFAの下部組織出身で2003年にトップチームに昇格した。2005年にセランゴールMPPJに移籍した。2007年には前所属であるケダFAとの契約が示唆されていたが、気が変わり、隣の、そしてライバルであるプルリスFAに移籍した。その後2010年にケダFAに復帰、2013年にヌグリ・スンビランFAに移籍して2015年に選手を引退した。

## 代表歴
2006年に代表初出場。その後、AFCアジアカップ2007に挑むメンバーの一員となった他、2010 AFFスズキカップにも出場した。
2008年にはマレーシアリーグXIとしてチェルシーFCと対戦したが、0-2で敗北した。